# Osowicze
Osowicze – wieś w Polsce położona w województwie podlaskim, w powiecie białostockim, w gminie Wasilków. Kiedyś ta wieś nazywała się Usowicze.
W latach 1975–1998 miejscowość administracyjnie należała do województwa białostockiego.
Z siedzibą w Osowiczach funkcjonowało do września 2016 Białostockie Muzeum Wsi – oddział Muzeum Podlaskiego w Białymstoku (obecnie Podlaskie Muzeum Kultury Ludowej z siedzibą w Wasilkowie).
Wierni kościoła rzymskokatolickiego należą do parafii św. Krzysztofa w Białymstoku.